# Fissidens rubricaulis
Fissidens rubricaulis là một loài Rêu trong họ Fissidentaceae. Loài này được Dixon mô tả khoa học đầu tiên năm 1937.